# 이리츠코크렙기업구조조정부동산투자회사
이리츠코크렙기업구조조정부동산투자회사 또는 약칭 이리츠코크렙은  2005년 7월에 설립된 리츠펀드로 이랜드리테일이 운영하고 있는 매장을 이랜드리테일에 임차하여 부동산 임대수익을 창출하고 있다

2018년 6월을 기준으로 한국거래소를 통해 상장이 되어 있으며, 시가 총액은 2800억에 달한다.

## 자산
2018년 7월을 기준으로 이리츠코크렙기업구조조정부동산투자회사의 자산은 다음과 같다.
| No | 자산명               | 관리회사     | 상태   |
| -- | -------------------- | ------------ | ------ |
| 1  | NC백화점 야탑점      | 이랜드리테일 | 운영중 |
| 2  | 뉴코아아울렛 일산점  | 이랜드리테일 | 운영중 |
| 3  | 뉴코아아울렛 평촌점  | 이랜드리테일 | 운영중 |
| 4  | 2001아울렛 중계점(*) | 이랜드리테일 | 운영중 |
| 5  | 2001아울렛 분당점(*) | 이랜드리테일 | 운영중 |

- 4번,5번은 KB와이즈스타 6호가 운영하고 있는 별개의 자산이지만 상장자금으로 KB와이즈스타 6호 지분을 100% 인수하여 실질지배력을 보유하고 있음.

## 같이 보기
- 이랜드그룹
- 이랜드리테일
- 코람코자산신탁